# Taenaris fimbriata
Taenaris fimbriata är en fjärilsart som beskrevs av Kirby 1889. Taenaris fimbriata ingår i släktet Taenaris och familjen praktfjärilar. Inga underarter finns listade i Catalogue of Life.